# Poruchy vědomí

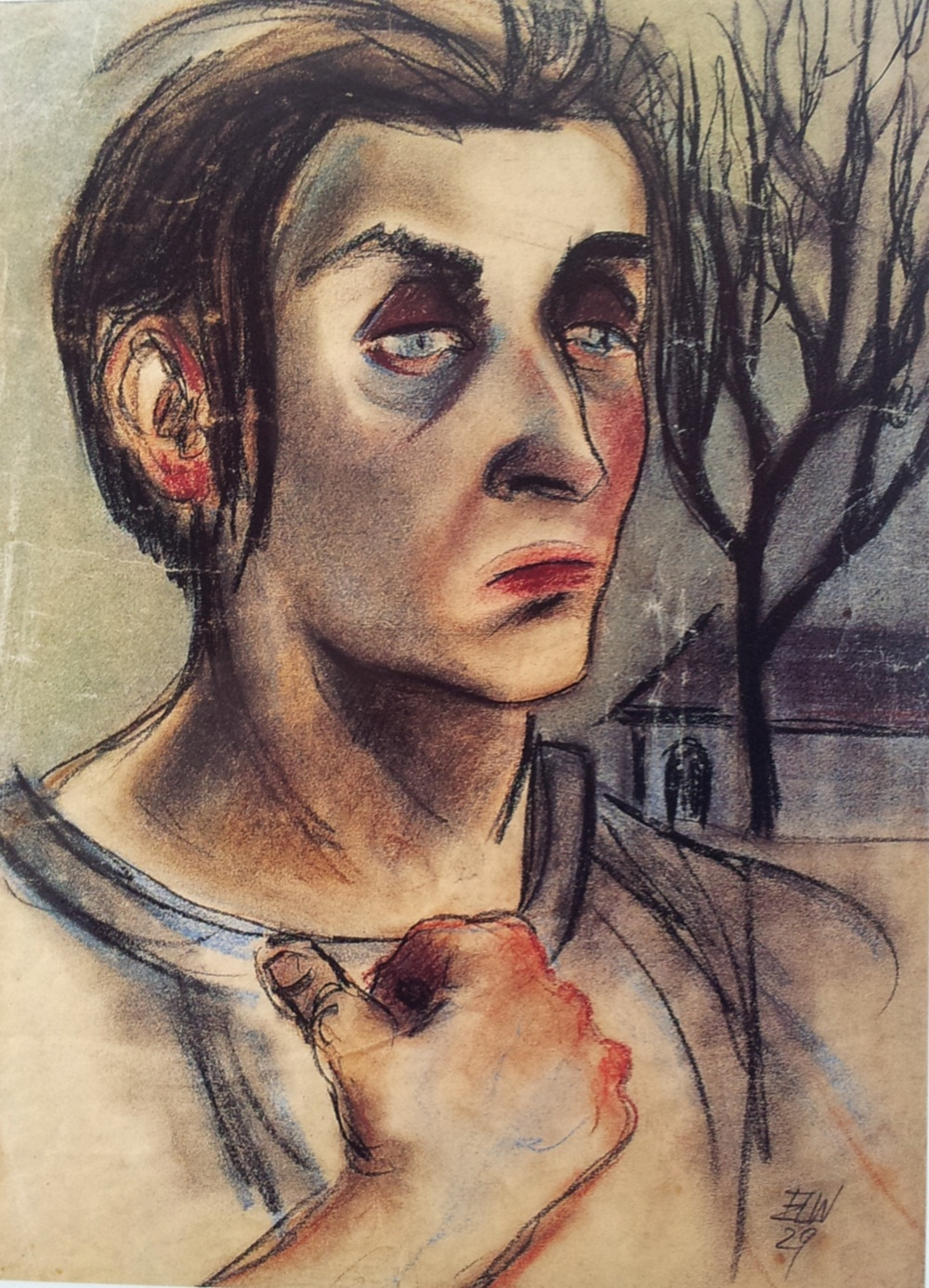
malba jednoho z pacientů hamburské psychiatrické léčebny

Poruchy vědomí jsou poruchy jedné z životních funkcí a jedné z elementárních funkcí lidské psychiky. Patří mezi psychopatologické příznaky a mohou se vyskytovat u různých neurologických a psychických onemocnění.
Schopnost postižených ovládat se je změněna tak, že možnost běžné interakce s nimi je ztížena nebo znemožněna. Poruchy vědomí lze rozdělit do dvou skupin – na kvalitativní a kvantitativní.

## Kvalitativní poruchy vědomí
- Synkopa (mdloba) – krátkodobá ztráta vědomí v důsledku mozkové hypoxie (nedostatečného okysličení). Příčiny: úlek, velká bolest nebo náhlý pokles krevního tlaku (při prudkém vstávání).
- Obnubilace (mrákoty) – mrákotný stav, kdy je zachována prostorová orientace, ale chybí schopnost jednat dle vlastní vůle. Příčina: nejčastěji hypoglykemický stav.
- Delirium (blouznění) – je provázeno halucinacemi a celkovým vzrušením. Příčiny: otravy, alkoholismus, vysoké horečky.
- Amence (zmatenost) – dochází k poruše chování, vnímání, nálady a myšlení. Střídá se stav útlumu a stav vzrušení.
- Agonie – nejčastější porucha vědomí v období umírání.

## Kvantitativní poruchy vědomí
- Somnolence (letargie) – charakteristické jsou příznaky spavosti, kdy je však postižený probuditelný – nemluví spontánně, má zpomalené reakce na otázky a reaguje pouze na algický (bolestivý) podnět.
- Sopor (stupor) – mumlání nesrozumitelných slov, nereaguje na otázky, probuditelný je pouze na silný algický podnět.
- Kóma (bezvědomí) – jedná se o nejtěžší poruchu vědomí. Při tomto stavu mohou být oči mírně otevřené a budí dojem pozorování okolí, není zde žádná reakce na zvuky, nejsou žádné spontánní pohyby, nemluví. Rozlišují se tři druhy kómatu:
  - povrchové – kdy jsou snížené obranné reakce, je zachována fotoreakce (reakce na světlo).
  - hluboké – zcela chybí obranné reakce na silné algické podněty.
  - vigilní – neřešitelný stav, kdy dojde k těžkému poškození mozkové tkáně.